# ويتينغ (فيرمونت)
ويتينغ (بالإنجليزية: Whiting, Vermont)‏ هي بلدة تقع بولاية فيرمونت في الولايات المتحدة. تبلغ مساحتها 35.5 (كم²)، وترتفع عن سطح البحر 122 م، بلغ عدد سكانها 419 نسمة في عام 2010 حسب إحصاء مكتب تعداد الولايات المتحدة وتصل الكثافة السكانية فيها 11.9 نسمة/كم2.

## أعلام
- هيستر مارثا بول
- لوسي هال واشنطن

## وصلات خارجية
- The US50 - Cities and Towns in Vermont State
- Vermont Cities and Towns, Facts, Map, Flag, Colleges, Government, and More